# Waalse Kerk (Vaals)

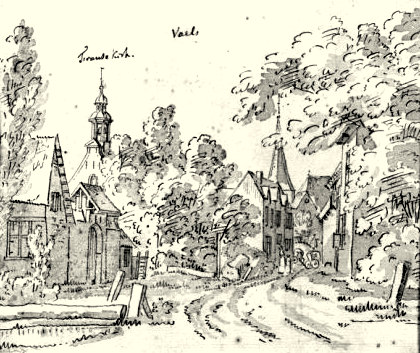
Waalse Kerk vor 1850 (Blick von der „Kleinen Wache“, im Hintergrund halbrechts der gemeinsame Turm der früheren St. Paulus-Kerk und der Hervormde Kerk)

Die Waalse Kerk in Vaals in der niederländischen Provinz Limburg ist ein ehemaliges Kirchengebäude der französisch-wallonisch-reformierten Gemeinde von Aachen und Eupen. Dieses befindet sich in der Akener Straat 12, aber von außen nicht sichtbar und versteckt in zweiter Reihe liegend. Die Kirche wurde 1837 entwidmet und zu einem Wohnhaus umgebaut. Seit 1967 steht das Gebäude mit der Rijksmonumentennummer 36602 unter Denkmalschutz.

## Geschichte
Bereits 1558 wurde in Aachen eine reformierte Gemeinde mit französischer Liturgiesprache gegründet, der überwiegend Kupfermeister aus der Wallonie und Frankreich beitraten, die um 1554 vor den Truppen des Herzogs von Alba geflohen waren. Nachdem die Freie Reichsstadt Aachen sich im Augsburger Reichs- und Religionsfrieden 1555 zum „katholischen Glauben“ bekannt hatte, wurden nach und nach die reformierten Gottesdienste verboten und die Prediger der neuen Konfession ausgewiesen. Viele Reformierten zogen daraufhin nach Burtscheid, Stolberg und nach Vaals, wo die Religionsausübung nicht in diesem Maße eingeschränkt war, und hielten dort ihre Gottesdienste ab. Aber nicht nur die in Aachen und Umgebung wohnenden Französisch sprechenden Reformierten, sondern auch zahlreiche religiös Verfolgte aus dem Eupener Raum, hier Geusen genannt, besuchten regelmäßig die Gottesdienste, anfangs in Privatwohnungen in Vaals. Noch heute zeugt der „Geusenweg“ in Vaalserquartier von dieser wechselvollen Geschichte.
In der Frühen Neuzeit gehörte der Ort Vaals zur Republik der Sieben Vereinigten Niederlande, auch Generalstaaten genannt, die im Rahmen des Westfälischen Friedens von 1648, der sowohl den Achtzigjährigen Krieg als auch den Dreißigjährigen Krieg beendet hatte, aus dem Heiligen Römischen Reich (HRR) ausgeschieden waren. In den Generalstaaten herrschte im Gegensatz zum HRR, in dem die römisch-katholische Konfession bis zum Ende des Alten Reiches um 1794 die allein vorherrschende Religion blieb, eine weitgehende Toleranz gegenüber dem Protestantismus, der hier vor allem calvinistisch geprägt war.
Erst seit dieser Zeit war es möglich, dass sich die Französisch-Reformierten ab 1649 dort zunächst in einer Scheune offiziell versammeln konnten. Nachdem sie wenige Jahre später aus Maastricht eine Spende von 300 Gulden erhalten hatten, konnten sie sich schließlich einen eigenen Kirchenbau leisten, der 1667 eingeweiht wurde. Zwei Jahre später erhielt ihr amtierender Pfarrer Jacob Blancheteste weitere 10 Reichstaler von der Hochdeutsch-Reformierten Gemeinde für den Kirchenbau und die Ausstattung. Wie die Hochdeutsch-Reformierten, waren die Französisch-Reformierten calvinistisch ausgerichtet und unterschieden sich eigentlich nur in der Sprache beim Gottesdienst. Zur Kirche gehörte auch ein kleiner Friedhof und im Gebäude fanden sich später noch einige Fragmente von Grabsteinen.
Nach dem Auszug des letzten Pfarrers im Jahr 1797 wurde die Waalse Kerk ab 1803 Eigentum der Hochdeutsch-Reformierten Gemeinde in Vaals. Da diese Gemeinde aber bereits in unmittelbarer Nähe die Hervormde Kerk als zentralen Kirchenbau in Besitz hatte, war die Notwendigkeit zweier Kirchen nicht gegeben. Daraufhin verschenkten sie 1824 das Abendmahlsilber und den Predigtstuhl gegen eine kleine Spende an die katholische Kirche von Vijlen und verkauften 1837 die Waalse Kerk an den Bürger Pieter Braun. Dieser ließ die nun entwidmete Kirche zu einer Bäckerei umbauen, bevor sie dann ab 1850 ihre heutige Funktion als Wohnhaus erhielt.
Trotz der Übernahme durch die Hochdeutsch-Reformierte Gemeinde trafen sich die traditionell Französisch-Reformierten Gläubigen fortan im Keller des gegenüberliegenden Gebäudes in der Kerkstraat 31/Ecke Akener Straat, wo sie noch über einen längeren Zeitraum ihre Gottesdienste abhielten. Ab 1950 wurde auch dieses Wohnhaus zu einem Restaurant umgebaut und steht heute unter dem Namen „Schatulle“ (Schatzkästchen) ebenfalls unter Denkmalschutz.

## Baubeschreibung
Die Waalse Kerk ist ein dreiseitig geschlossener klassizistischer Kirchenbau in Backsteinbauweise mit abschließendem Walmdach. Die als Apsis polygonal geformte Westseite ist verstärkt durch Strebepfeiler, die Nordseite durch vier dorische und ionische Pilaster auf hohen Sockeln und mit giebelartigen Kapitellen betont. Der Haupteingang befand sich an der Ostseite, die durch ein ovales Ochsenauge oberhalb der Eingangspforte und unter dem Dreiecksgiebel betont wird. Die Rahmen um den Haupteingang, den Dreiecksgiebel und um das Ochsenauge sind ebenso wie die Sockel, die Kapitelle und das Dachgesims aus Blaustein gefasst.
Auf dem Dachfirst befand sich hinter dem Dreiecksgiebel an der Ostseite ein kleiner offener Glockenturm in doppelstöckiger und sechseckiger Bauweise, der 1850 abgerissen wurde. Die Spitze des Dachgiebels krönte eine Windfahne in Form eines Posaunenengels. Diese wurde später von den Anwohnern eingelagert und aufbewahrt und nur zur besonderen Anlässen gezeigt, da sie Teil einer geschichtlichen Anekdote ist. Beulen und Schussspuren auf diesem Posaunenengel weisen nämlich auf eine Auseinandersetzung zwischen Katholiken und Protestanten im Jahre 1757 hin, als katholische Schützen aus Vaalserquartier die Windfahne als Zielscheibe missbraucht hatten, woraufhin der evangelische Pfarrer 30 Mann Kavallerie aus Maastricht anrücken lassen musste.

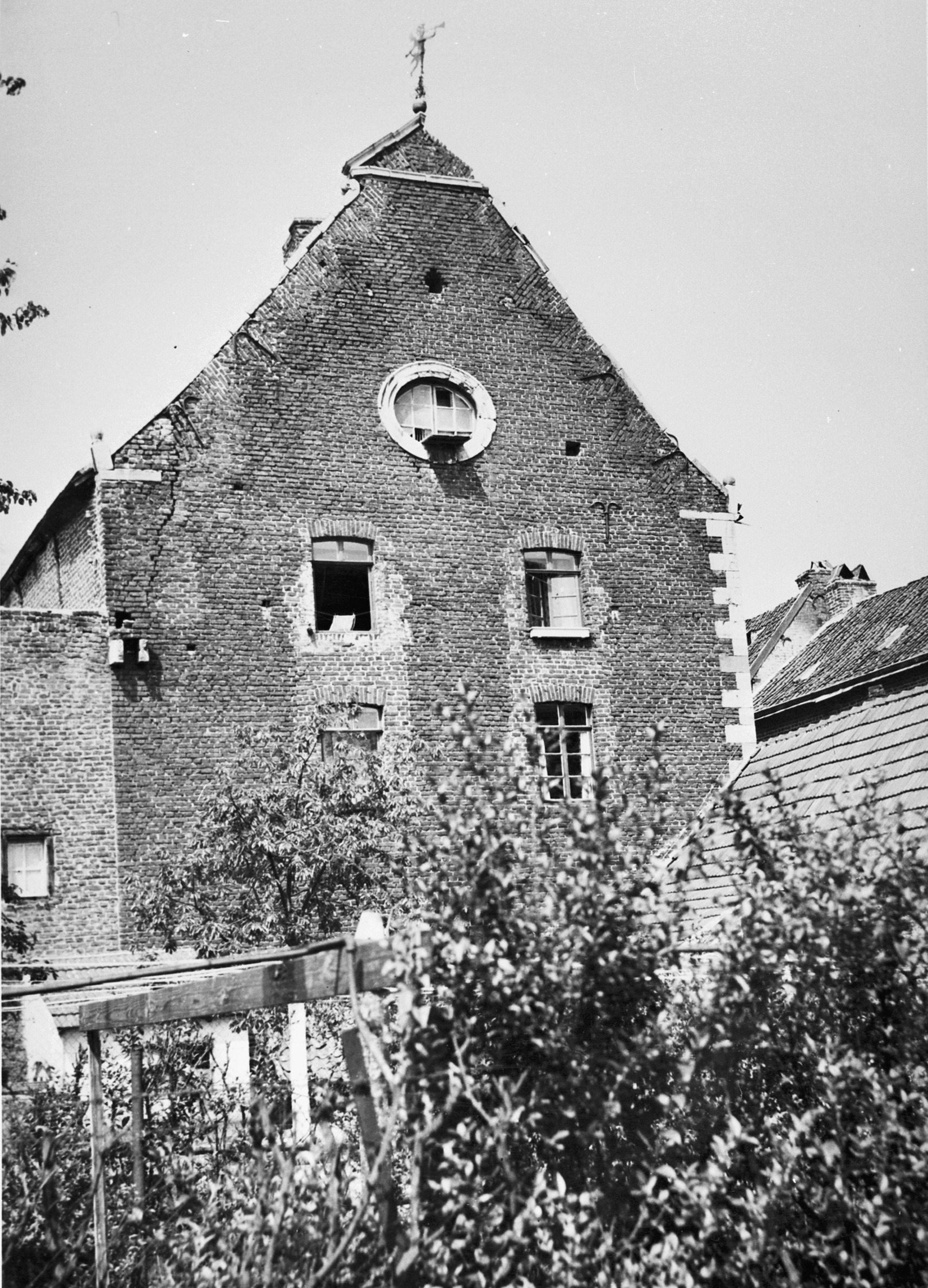
Ostseite mit Eingangsbereich und Ochsenauge, ältere Aufnahme noch mit aufgesetzter Windfahne
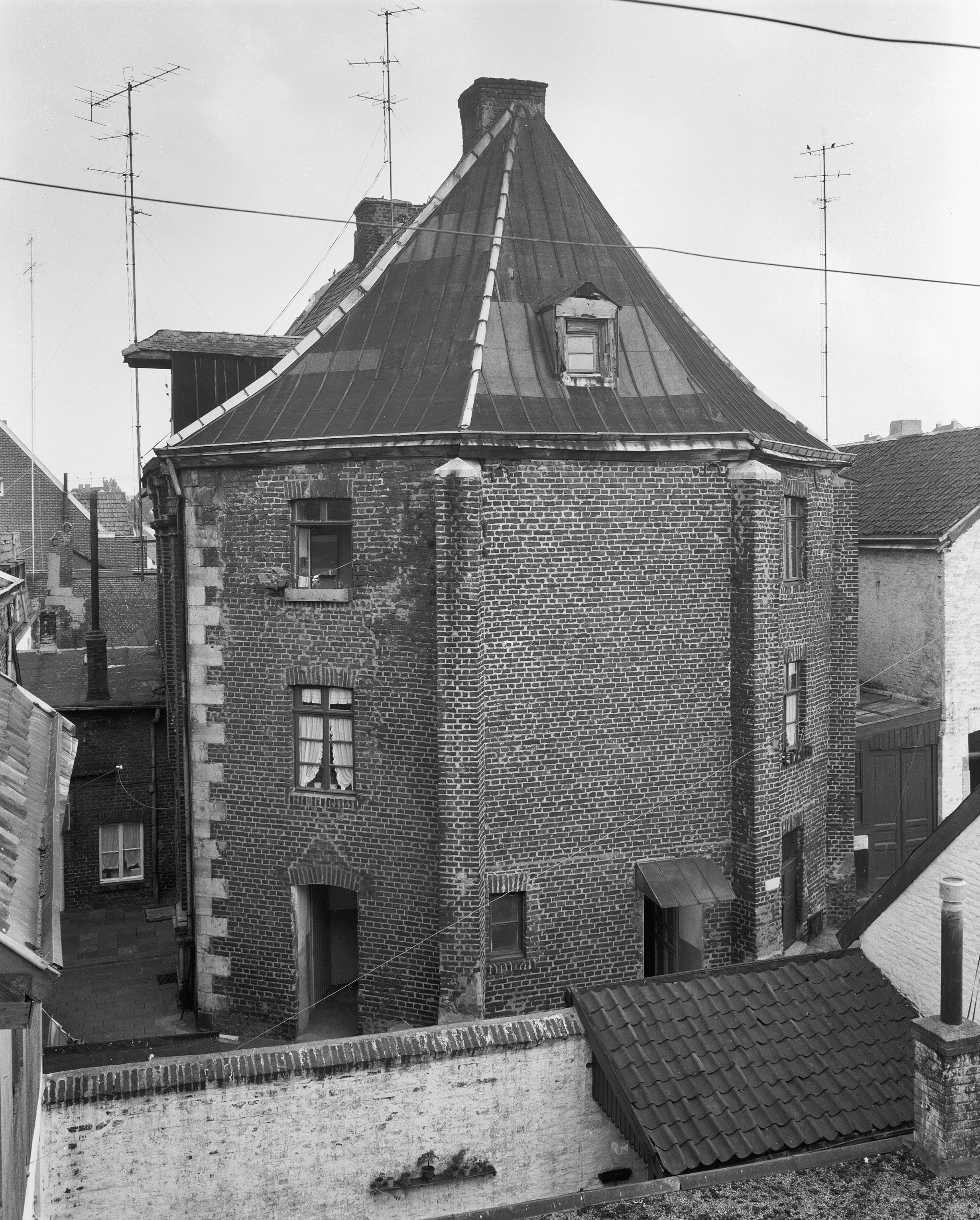
Westseite mit Apsis und Strebepfeilern
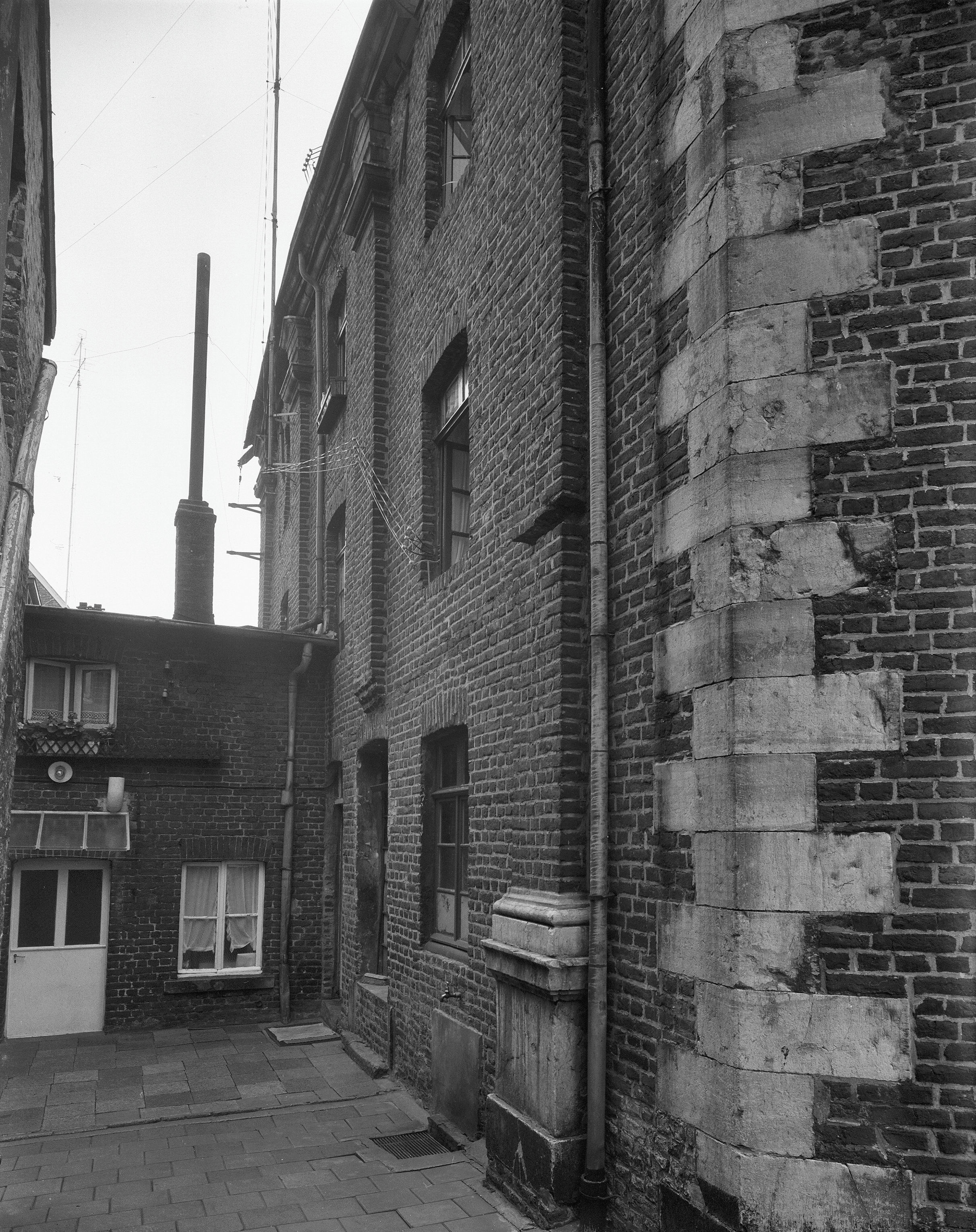
Nordseite mit Pilastern
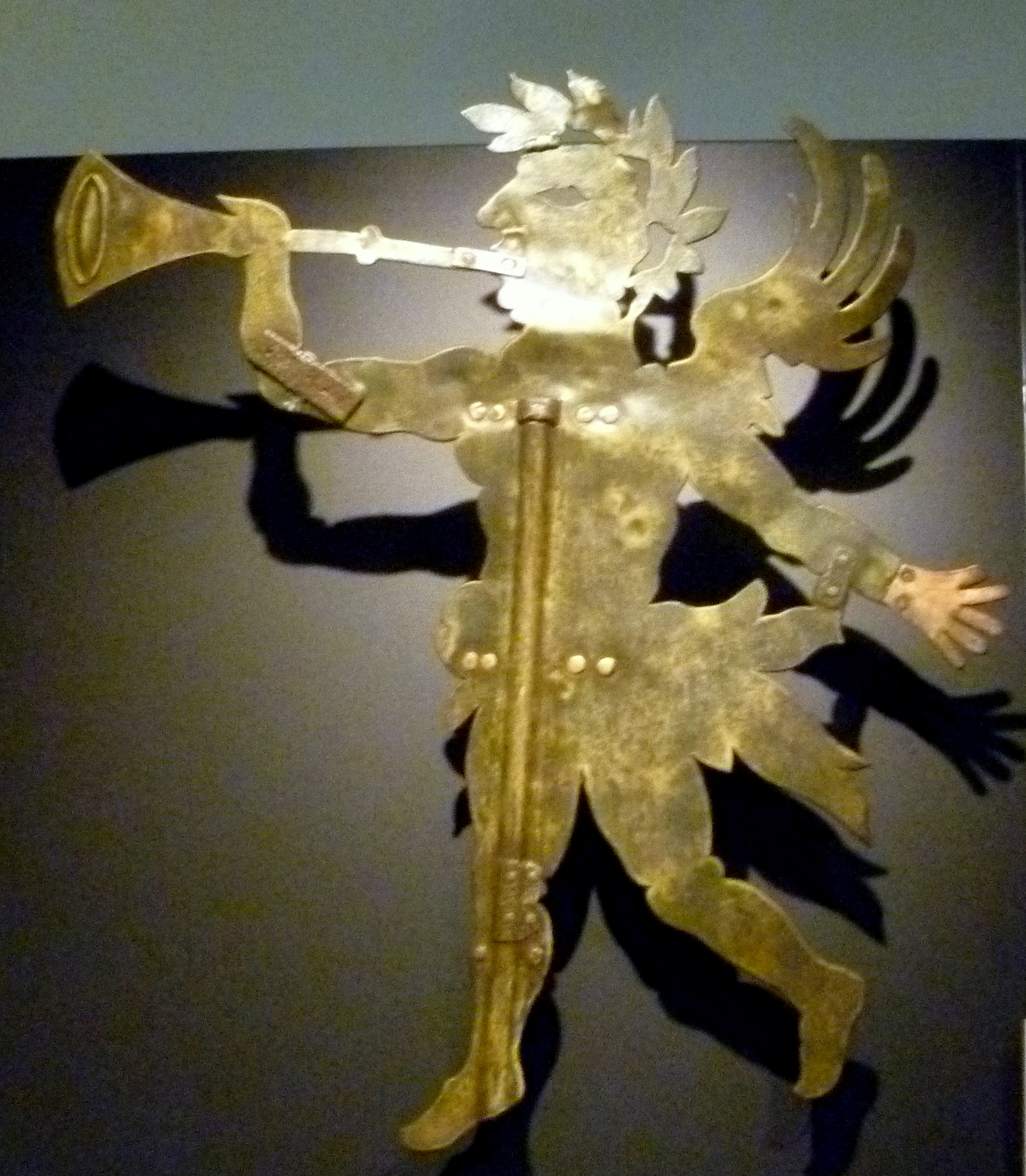
Windfahne mit Schussspuren
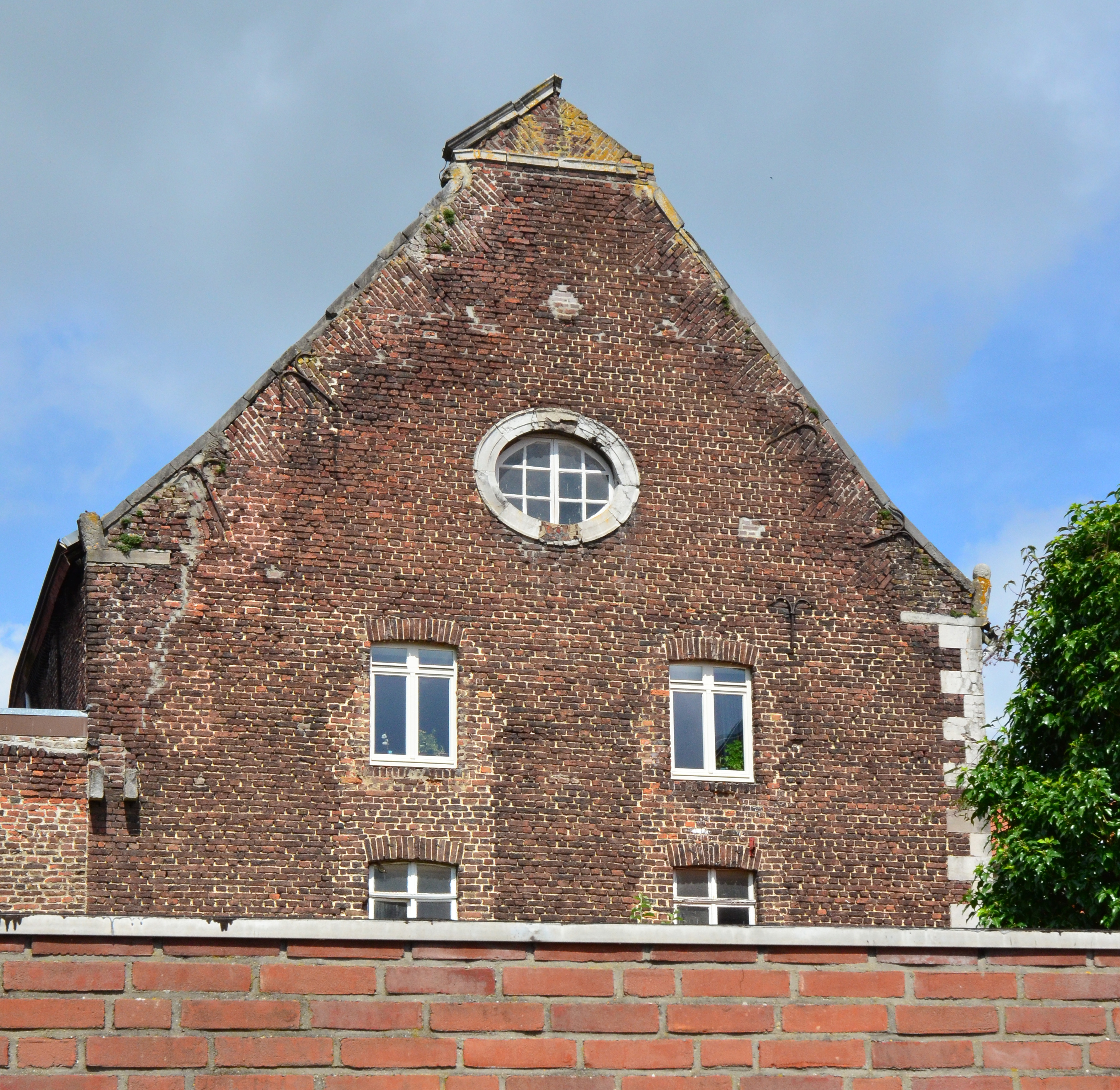
Ehemalige Waalse Kerk, heute; Ostseite